# Sindrome CLOVES
La sindrome CLOVES è una sindrome estremamente rara che si presenta con crescita eccessiva e anomalie vascolari complesse.  Il termine CLOVES è mutuato dalla lingua inglese ed è l'acronimo dei sintomi più rilevanti.
La sindrome CLOVES colpisce le persone con vari sintomi che vanno da lievi tumori adiposi dei tessuti molli a malformazioni vascolari che comprendono la colonna vertebrale o gli organi interni. La sindrome CLOVES è strettamente collegata ad altre malattie come la sindrome di Proteo, sindrome di Klippel-Trenaunay, sindrome di Sturge-Weber e l'emiipertrofia.
Come accennato, CLOVES è l'acronimo delle parole inglesi relative ai sintomi principali:
- C: congenital (congenita)
- L: lipomatous (lipomatosa), che significa pertinenza o simile a un tumore benigno costituito da cellule grasse mature. La maggior parte dei pazienti CLOVES presentano una massa grassa morbida alla nascita, spesso visibile su uno o entrambi i lati della schiena, gambe e o addome.
- O: overgrowth (proliferazione), perché c'è un aumento anomalo della dimensione del corpo o di una parte del corpo, osservabile spesso fin dalla nascita. Crescita eccessiva delle estremità (di solito braccia o gambe), con grandi mani o piedi larghi, grandi dita, ampio spazio tra le dita e l'asimmetria di parti del corpo.
- V: vascular malformations (malformazioni vascolari), quindi anormalità dei vasi sanguigni. I pazienti CLOVES presentano vasi venosi, capillari e linfatici anomali.
- E: Epidermal naevi (nei epidermici), formazioni benigne, spesso di aspetto verrucoso.
- S: Spinal/Skeletal Anomalies or scoliosis (anormalità spinali/scheletriche o scoliosi).